# Casa de Medina Sidonia
La Casa de Medina Sidonia és una casa nobiliària espanyola.
Actualment la prefectura de la casa l'ostenta Leoncio Alonso González de Gregorio Álvarez de Toledo. La XXI duquessa Luisa Isabel Álvarez de Toledo i Maura va catalogar l'Arxiu de la Casa i va crear entorn d'ell la Fundació Casa Medina Sidonia en el palau ducal de Sanlúcar de Barrameda. Després de la seva mort en 2008 la presidència de la fundació va passar de forma vitalícia a Liliane Dahlmann, encara que els seus fills demanden que la fundació sigui reformulada, a causa que els béns que la seva mare hi va donar en vida, a l'ésser la major part de tot el seu patrimoni, han de ser reduïts per satisfer els drets legals dels hereus (pagar les legítimes als hereus en les proporcions que estableix el Codi Civil a Espanya), sense menyscapte dels interessos de l'Estat i de la declaració de Bé d'Interès Cultural (amb la consegüent indivisibilidad), que afecta a l'herència de la XXI duquessa.

## Altres membres
Altres membres de la casa van tenir un paper destacat en la història, cas del Comte-Duc d'Olivares, valgut del Felipe IV d'Espanya i de Luisa de Guzmán, regna consort i regent de Portugal. Així mateix en la família va haver-hi dos Patriarques de les Índies, Alonso Pérez de Guzmán, fill del VII duc, i Antonio Pérez de Guzmán, net del VIII duc. D'altra banda, existeixen personatges històrics que van compartir cognom amb els guzmanes andalusos però el parentiu dels quals no està provat, com Santo Domingo de Guzmán, al que es considera patró de la casa, Pedro Núñez de Guzmán, citat unes vegades com Avançat major de Castella, unes altres d'Andalusia, i suposat pare de Guzmán el Bo, així com Leonor de Guzmán, amant d'Alfonso XI de Castella.

## Relació amb altres cases nobiliàries
Al llarg de la seva història, els membres de la Casa de Medina Sidonia han entroncat amb nombrosos llinatges i cases nobiliàries, entre elles la Casa de Medinaceli, la Casa d'Arcs, la família Enríquez (parents d'Enrique II de Castella), la Casa d'Alcalá, la Casa d'Ayamonte, la Casa d'Osuna, la Casa de Bragança, Casa de Zúñiga, Casa d'Aragó, la Casa del Infantado, la Casa de Lerma…
Els ducs de Medina-Sidonia tenen ascendència Real, a causa que, entre moltes altres línies, María Antónia Gonzaga i Caraciolo, mare del XVI duc de Medina-Sidonia, Francisco de Borja Álvarez de Toledo i Gonzaga, descendia, a través de la Casa d'Est, de Catalina Micaela (1567–1597), casada amb Carlos Manuel I, filla de Felipe II.

## Economia de la casa
L'economia de la casa es basava fonamentalment en l'agricultura, la ramaderia, la pesca i el comerç. Conreava a les seves terres del Aljarafe, del Baix Guadalquivir, de la Campiña de Jerez i del alfoz de Medina-Sidonia, la tríade mediterrània (blat, olivera i vinya) i els cultius hortícoles. Explotava des del punt de vista de la ramaderia bovina les grans deveses del Comtat de Boira i del Andévalo. Posseïa les almadraves de tonyina de Barbate, Conil i Chiclana, les salines i la Almona de Sanlúcar. Comerciava des del port de Sanlúcar amb el nord d'Europa, nord d'Àfrica i les Índies, exportant tonyina, vi, grana, oli, sabó... i beneficiant-se de les importacions i del conjunt del tràfic comercial d'aquest port, mitjançant la casa de contractació ducal i el cobrament del almojarifazgo del port de Sanlúcar per part de la duana ducal.

## Mecenatge artístic i presència en les arts
La casa va exercir un important mecenatge artístic. Exemple d'això, en el plànol arquitectònic, són el Palau de Medina Sidonia en Sanlúcar de Barrameda, el Palau dels Comtes a Huelva cabdal, el Palau de Medina Sidonia a Sevilla (derruït) el Monestir de Sant Isidoro del Camp en Santiponce, el Monestir de Dominicas de Mare de Déu en Sanlúcar, el Convent de Santo Domingo de Sanlúcar, el Santuari de La nostra Senyora de la Caritat Coronada en Sanlúcar, el Convent de la Mercè en Sanlúcar, el castell de Santiago, el castell de Boira, Trigueros i Barbate, la chanca de Zahara de les Tonyines i un llarg etcètera. Quant a pintura i escultura, destaquen les obres encarregades a Francisco Galindó i Francisco de la Gándara. De la mateixa manera les obres d'argenteria de Luis Sánchez i Jacques de Uparque, i els fills d'aquest últim Juan i Pedro. En el marc literatio, la gesta de Tarifa de Guzmán el Bo ha estat objecte de nombroses obres, entre elles l'escrita per Tomás de Iriarte. Atribuït a Cervantes, el Sonet a l'entrada del duc de Medina a Cadis, està dedicat al VII duc. Góngora va dedicar la seva Rondalla de Polifem i Galatea al Comte de Boira.

## Galeria d'imatges

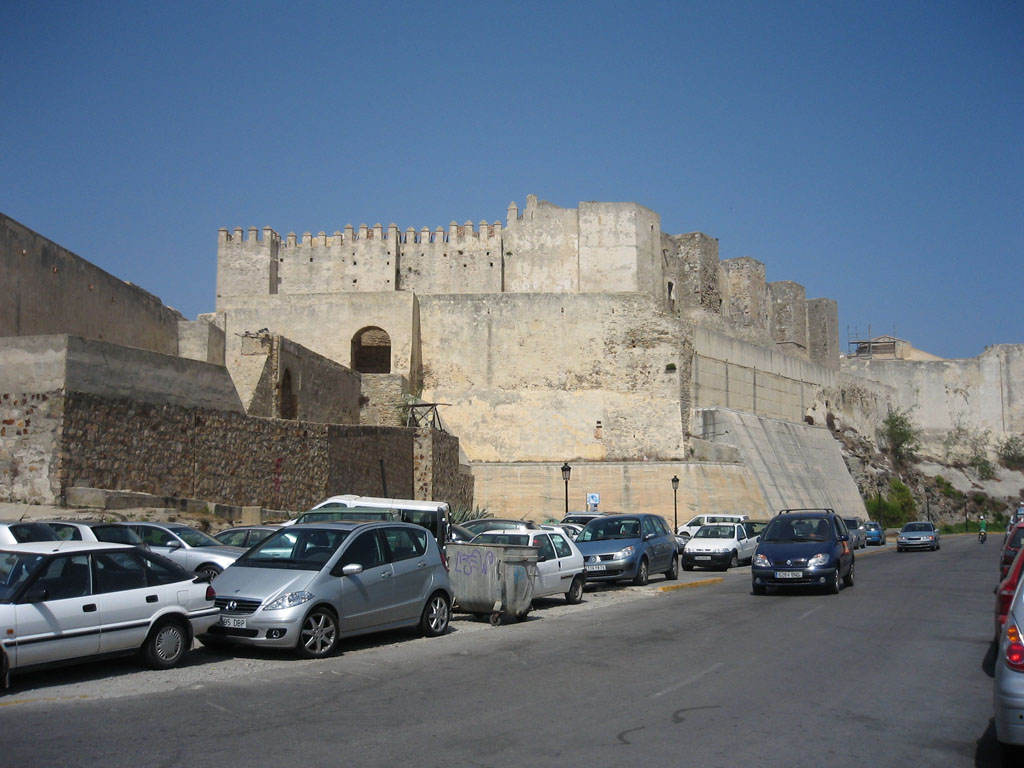
Castell de Tarifa, des del qual, segons la llegenda, Guzmán el Bo va llançar un ganivet perquè matessin amb ell, al seu propi fill. Esdeveniment transcendent en la història de la casa que va marcar el seu lema, Praeferre Patriam Liberis Parentem Decet (Un pare ha d'anteposar la pàtria als fills).
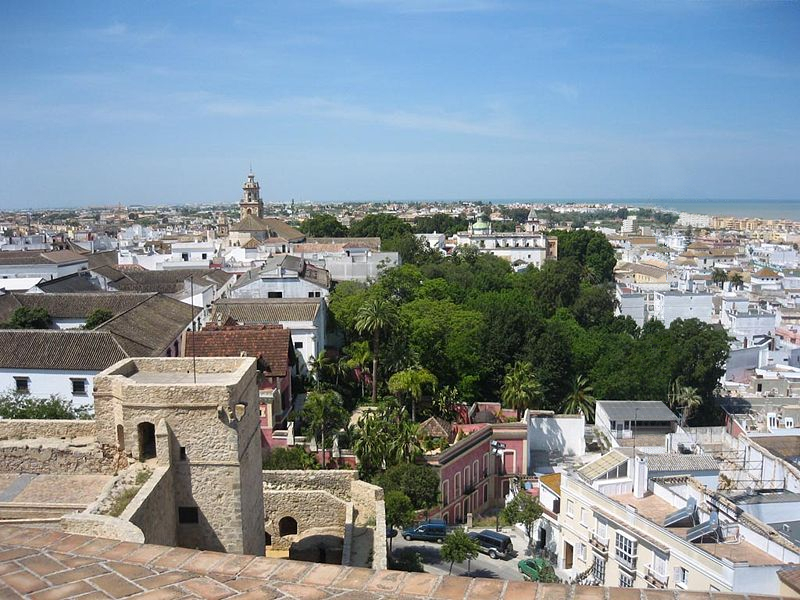
Vista de Sanlúcar de Barrameda, senyoriu primigeni i capital dels estats de la Casa de Medina Sidonia.
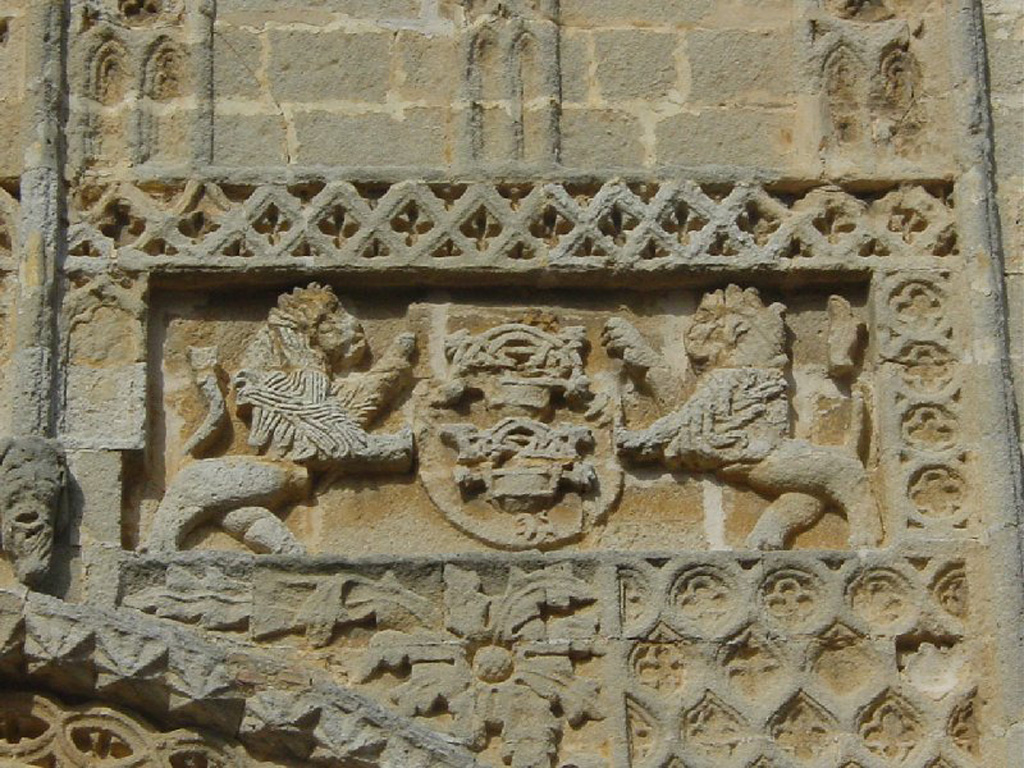
Escut del llinatge Guzmán, Església Major Parroquial de Ntra. Sra. de l'O de Sanlúcar de Barrameda.
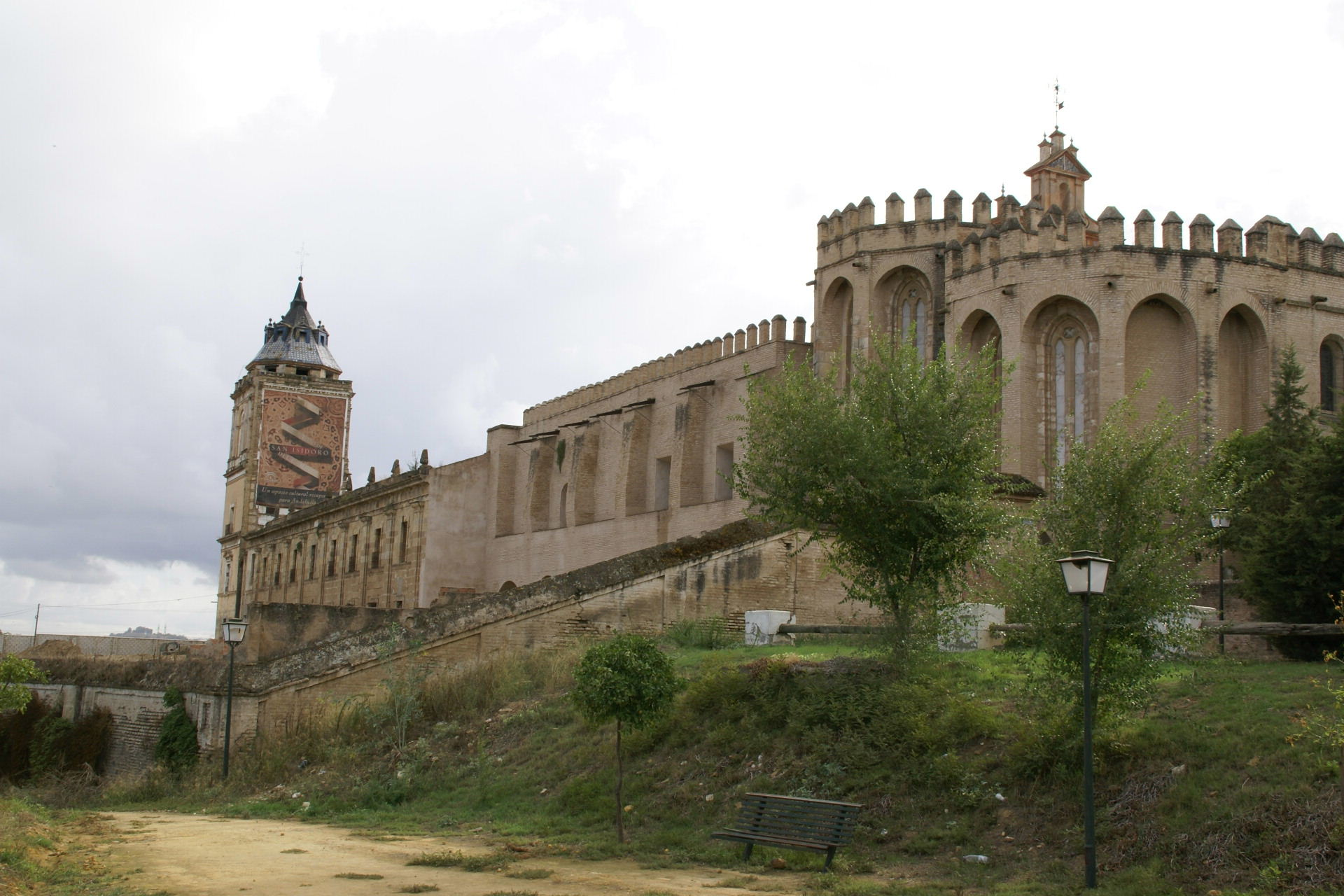
Monestir de Sant Isidoro del Camp en Santiponce, panteó de Guzmán el Bo i la seva esposa María Alfonso Coronel.
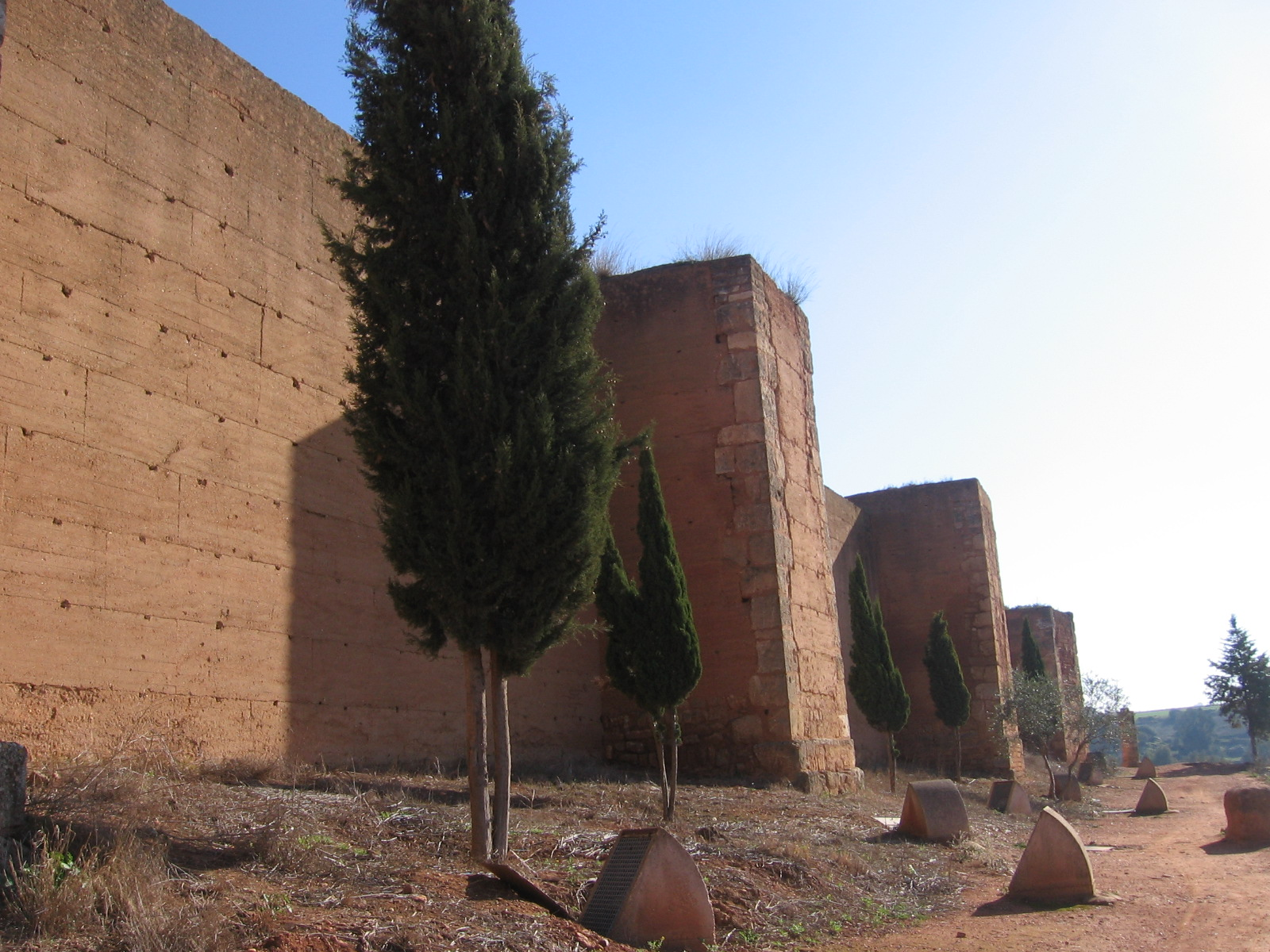
Muralles de la vila de Boira, capital del comtat homònim, títol que ostenta l'hereu al ducat de Medina Sidonia.
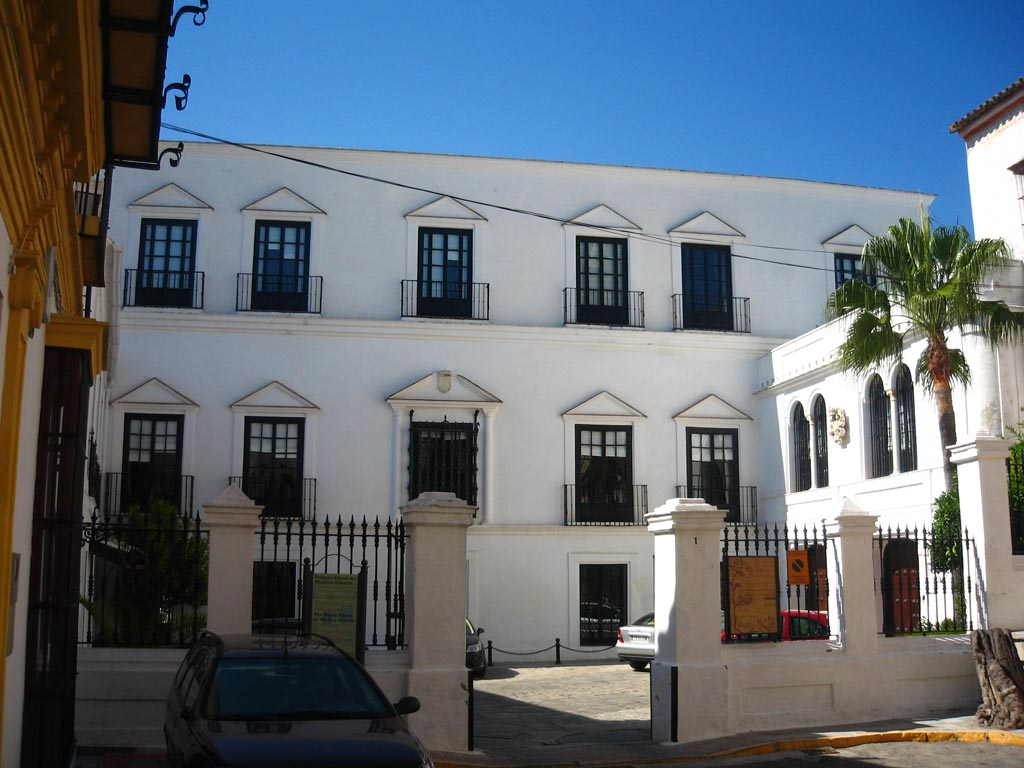
Palacio Ducal de Medina Sidonia, casa pairal del llinatge en Sanlúcar de Barrameda.
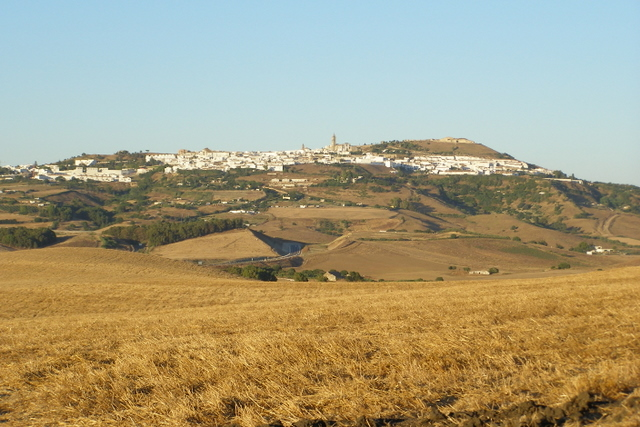
Vista de Medina-Sidonia, municipi que dona nom a la casa nobiliària.
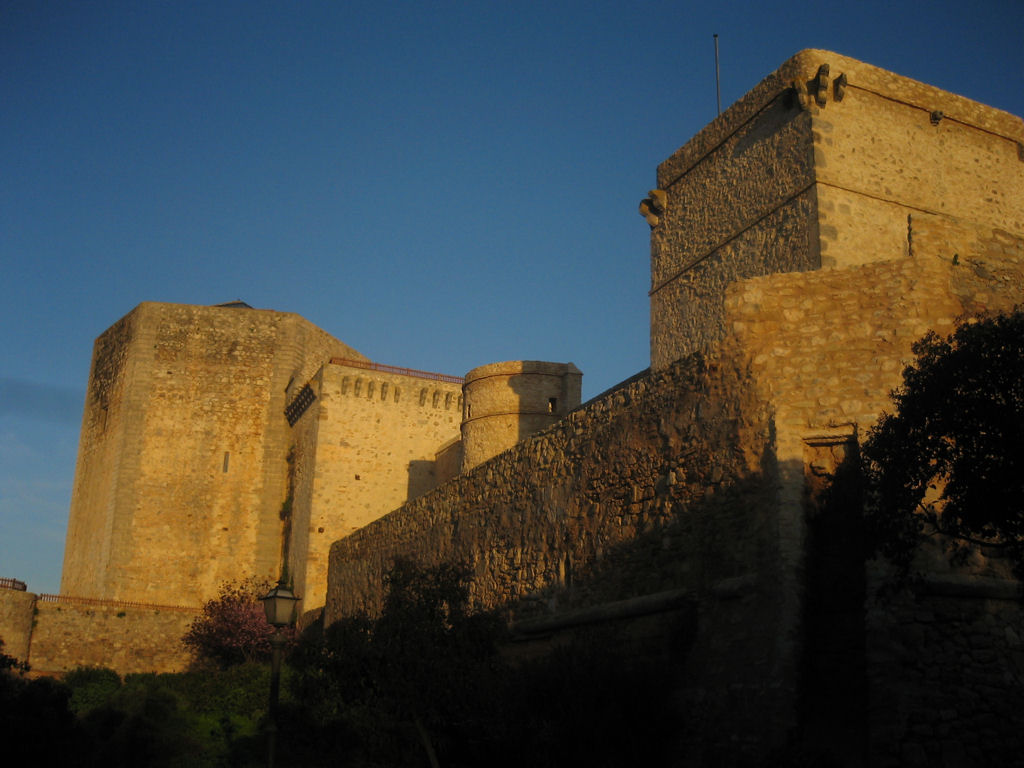
Castillo de Santiago en Sanlúcar.
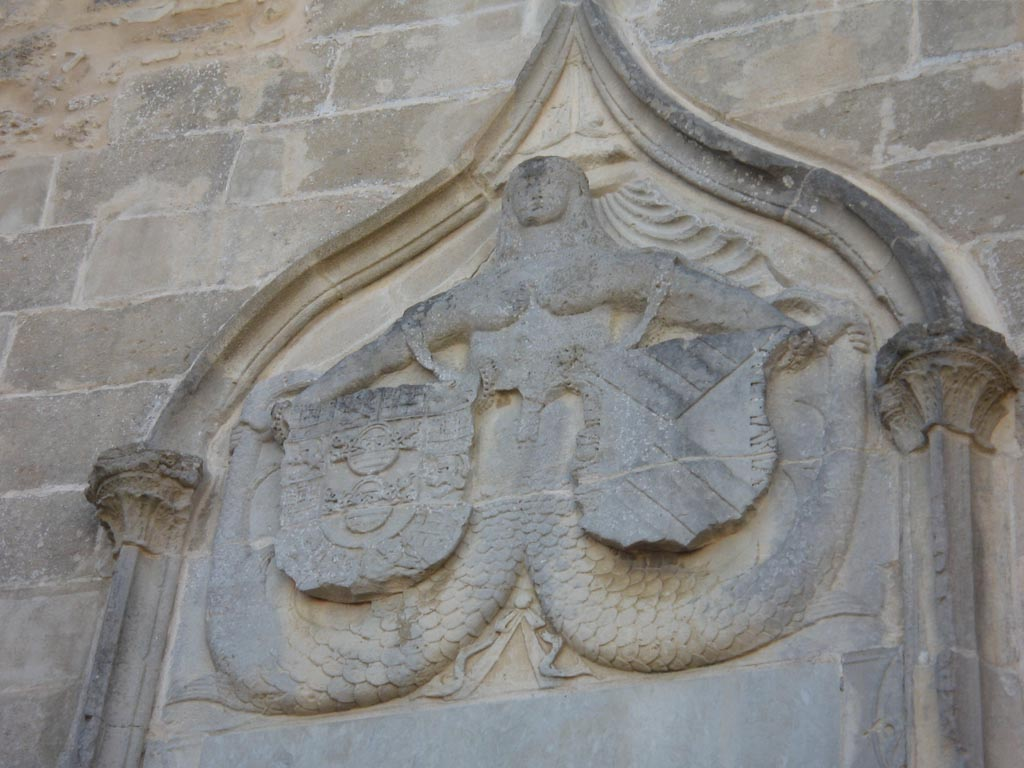
Escuts dels Pérez de Guzmán i de la Casa de Mendoza, al Castell de Santiago de Sanlúcar de Barrameda.
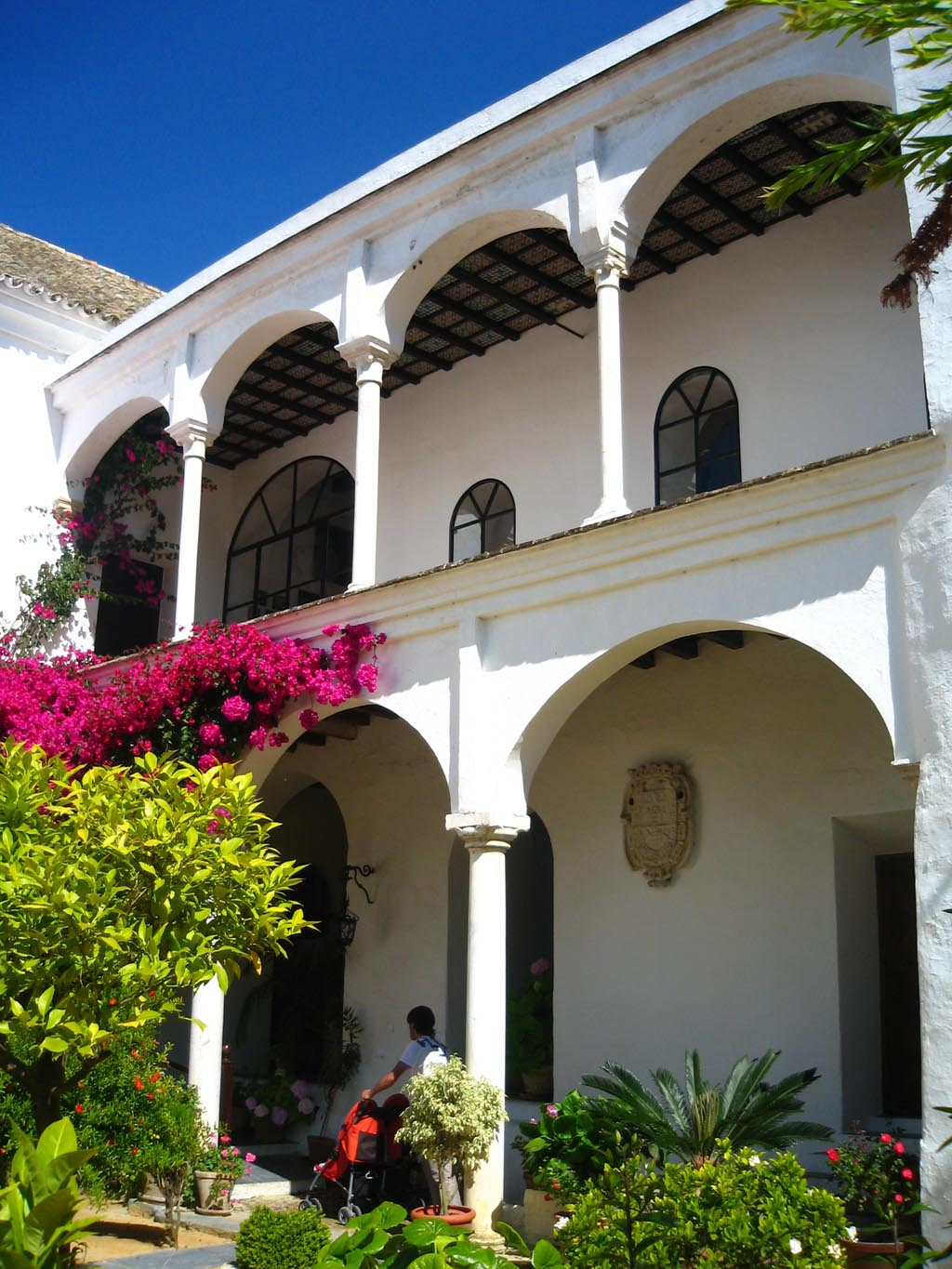
Vista interior del Palau de Medina Sidonia en Sanlúcar.
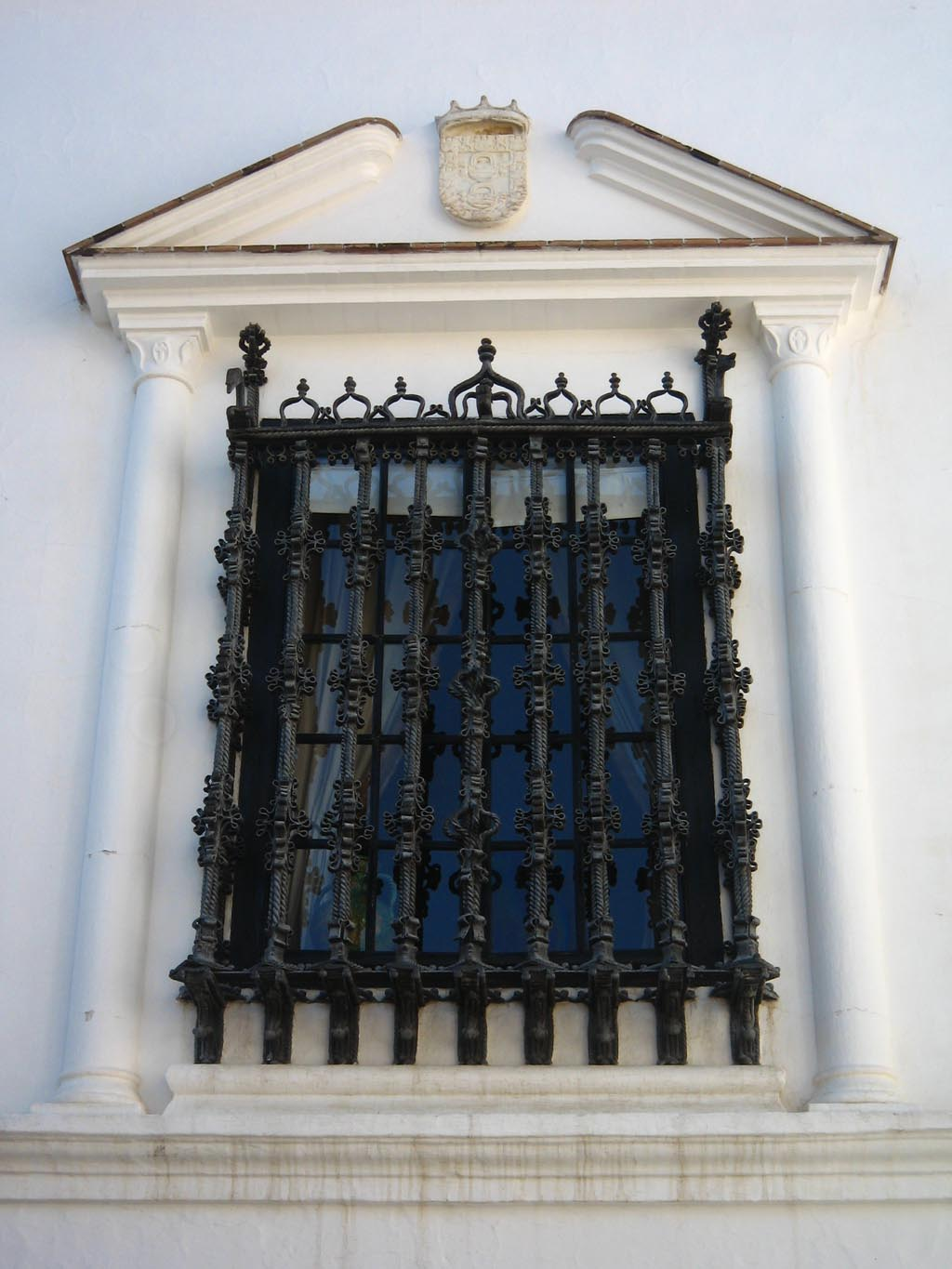
Reixa del Palau de Sanlúcar, provinent del desaparegut Palacio de Sevilla.
Mapa del Regne de Sevilla (1750-54), segons les Respostes Generals del Cadastre d'Ancorada. En verd els estats de la Casa de Medina Sidonia en aquest regne. Sanlúcar de Barrameda ja havia estat incorporada a la Corona.